# Пет сјеменки наранџе
„Пет сјеменки наранџе” (енгл. „The Five Orange Pips”) једна је од 56 кратких прича о Шерлоку Холмсу Артура Конана Дојла. Пета је по реду од 12 прича збирке Авантуре Шерлока Холмса.
Први пут је објављена у часопису Стренд у новембру 1891. Дојл ју је касније пласирао на седмо мјесто на свом списку 12 најдражих прича о Шерлоку Холмсу. Такође је једна од свега двије приче у којој Холмсов клијент умире након што тражи његову помоћ. Друга прича је „Ликови плесача” (енгл. „The Adventure of the Dancing Men”).

## Радња
Џон Опеншоу, младић из Сасекса, има необичну причу: 1869, његов ујак, Елајас Опеншоу, изненадно се вратио у Енглеску како би се смјестио на имању у градићу Хоршам, Западни Сасекс након што је годинама живио у САД као плантажер на Флориди и служио као пуковник војске Конфедерације.
Ујак му је дозволио да живи на његовом имању јер Џон није био ожењен. Дошло је до чудних инцидената; један од њих био је да, иако је Џон био слободан да иде било гдје по кући, није могао ући у закључану собу у којој су се налазиле ујакове ствари. Још једна чудна ствар догодила се у марту 1883. кад је пуковнику стигло писмо из Пондишерија, Индија, насловљено само с „ККК”, а које је у себи садржавало пет сјеменки наранџе.
Десило се још необичних ствари: спаљени су папири из закључане собе, а састављена је опорука у којој се имање оставља Џону Опеншоу. Пуковниково понашање постало је бизарно. Закључао би се у своју собу и пио или би, потпуно пијан, урлао с пиштољем у руци. Дана 2. маја 1883. пронађен је мртав у вртном јарку.
Дана 4. јануара 1885, Елајасевом брату стигло је писмо из Дандија с иницијалима „ККК” и упутствима да „папире” остави на сунчаном сату. Џозеф Опеншоу одбио је да позове полицију упркос синовим наговорима. Три дана касније, Џозеф Опеншоу пронађен је мртав у каменолому. Једини траг који Џон Опеншоу може пружити Холмсу јест страница из ујаковог дневника за март 1869. на којој је писало да су сјеменке наранџе послане тројици мушкараца, од којих су двојица побјегли, а трећи је „посјећен”.
Холмс савјетује Опеншоуа да остави страницу дневника на сунчевом сату заједно с биљешком о том да су пуковникови папири уништени. Након што Опеншоу одлази, Холмс закључује, на основу времена које је прошло између сваког писма и смрти Елајаса и његовог брата, да је пошиљаоц писма на броду.
Холмс такође закључује да се „ККК” односи на Кју-клукс-клан, групу јужњака који су против Реконструкције, све до њеног изненадног нестанка у марту 1869 – претпоставља да је ово зато што им је пуковник злонамјерно однио документе у Енглеску.
Сљедећег дана, новине пишу како је Опеншоуво тијело пронађено у ријеци Темзи и да се сматра да је у питању била несрећа. Холмс провјерава евиденцију једрења за све бродове који су били у Пондишерију у јануару/фебруару 1883. и у Дандију у јануару 1885. Препознаје једрилицу из Џорџије под именом The Lone Star. Могуће је да се Lone Star (срп. Усамљена звијезда) односи на савезну државу Тексас, мада је једрилица регистрована у Џорџији. Холмс потврђује да је The Lone Star била усидрена у Лондону прије седам дана.
Холмс капетану The Lone Stara шаље пет сјеменки наранџе и затим шаље телеграм полицији у Савани, тврдећи да су капетан и двојица чланова посаде тражени за убиство. Због јаке олује, брод никад не стигне у Савану. Једини траг му је осовина означена са „LS”, задњи пут виђена у Атлантском океану.

## Други медији
Филм из 1945. Шерлок Холмс и кућа страха дјелимично је заснован на „Пет сјеменки наранџе”.
Епизода из новембра 2014. серије Елементарно под насловом „Пет сјеменки наранџе/наранџастих перли” (енгл. „The Five Orange Pipz”) позајмљује неке елементе из ове кратке приче. Необично писање ријечи „Pipz” у оригиналном наслову (требало би бити „Pips”) означава заштићену робну марку измишљене играчке код које је грешка у производњи довела до тог да су наранџасте перле отровне и самим тим смртоносне ако их дјеца прогутају.
Трећа епизода Би-би-сијеве ТВ серије Шерлок под насловом „Велика игра” позивала се на пет сјеменки наранџе које је атентатска организација слала као упозорења. Електронски звучни сигнали називани су „сјеменкама”.
Посебна епизода ТВ серије Шерлок под насловом „Одвратна младенка” такође се позива на оригиналну причу, јер жртва прима пет сјеменки наранџе као пријетњу прије него што бива убијена. Такође постоји тајна организација—слична ККК једино по том што обе групе носе капуљаче—која се односи на случај у епизоди.